# Pastaza / Rio Amazonas
Pastaza / Rio Amazonas är en flygplats i Ecuador. Den ligger i den centrala delen av landet, 150 km söder om huvudstaden Quito. Pastaza / Rio Amazonas ligger 1 043 meter över havet.
Terrängen runt Pastaza / Rio Amazonas är kuperad åt nordväst, men åt sydost är den platt. Runt Pastaza / Rio Amazonas är det glesbefolkat, med 17 invånare per kvadratkilometer. Närmaste större samhälle är Puyo, 5,6 km öster om Pastaza / Rio Amazonas. I omgivningarna runt Pastaza / Rio Amazonas växer i huvudsak städsegrön lövskog.